# Lasonóg pospolity
Lasonóg pospolity (Neomysis integer) – gatunek wodnego skorupiaka.

## Występowanie i biotop
Występuje na rozległym obszarze północno-wschodniej części Oceanu Atlantyckiego, łącznie z Morzem Bałtyckim, na południe do wybrzeży Hiszpanii. Zasiedla mętne wody estuariów i baseny strefy pływów.

## Morfologia
Długość ciała do 1,7 cm. Ciało smukłe z krępym korpusem. Oczy duże z wystającym spomiędzy nich krótkim, zaostrzonym rostrum. Długie czułki, odnóża pływne pierzaste.

## Ekologia i zachowanie
Pokarm stanowią glony, m.in. okrzemki i detrytus. Żyje w grupach, za dnia żerując w głębi wody – po zmroku wypływa pod powierzchnię. Rozmnaża się płciowo. Samica nosi woreczek lęgowy pod odwłokiem, zawierający do 100 larw, po czym uwalnia je do wody po około dwóch miesiącach.
Same są pokarmem m.in. dorsza.